# Letnie Grand Prix kobiet w kombinacji norweskiej 2025
Letnie Grand Prix kobiet w kombinacji norweskiej 2025 – siódma edycja cyklu Letniej Grand Prix kobiet w kombinacji norweskiej. Sezon składać się będzie z 5 konkursów (3 indywidualnych, 1 sprintu drużynowego i 1 sztafety mieszanej). Rywalizacja rozpocznie się 27 sierpnia 2025 w Oberstdorfie, a finałowe zawody odbędą się 20 września 2025 w Predazzo. Zwyciężczynią poprzedniej edycji była Niemka Jenny Nowak.
Podobnie jak w poprzednich sezonach zwyciężczynią LGP 2025 zgodnie z regulaminem może zostać jedynie zawodniczka, która wystartowała we wszystkich zawodach.

## Kalendarz i wyniki
| Lp | Data             | Miejscowość | Skocznia            | Konkurencja          | 1. miejsce | 2. miejsce | 3. miejsce |
| -- | ---------------- | ----------- | ------------------- | -------------------- | ---------- | ---------- | ---------- |
| 1. | 27 sierpnia 2025 | Oberstdorf  | Schattenbergschanze | Kompakt HS137/5 km   |            |            |            |
| 2. | 30 sierpnia 2025 | Chaux-Neuve | La Côte Feuillée    | Gundersen HS118/5 km |            |            |            |
| 3. | 31 sierpnia 2025 | Chaux-Neuve | La Côte Feuillée    | HS118/2x4,5 km       |            |            |            |
| 4. | 19 września 2025 | Predazzo    | Trampolino Dal Ben  | Gundersen HS109/5 km |            |            |            |
| 5. | 20 września 2025 | Predazzo    | Trampolino Dal Ben  | HS109/4x5 km         |            |            |            |